# Loivos da Ribeira e Tresouras
Loivos da Ribeira e Tresouras (oficialmente: União das Freguesias de Loivos da Ribeira e Tresouras) é uma freguesia portuguesa do município de Baião, com 7,17 km² de área e 700 habitantes (censo de 2021). A sua densidade populacional é 97,6 hab./km².

## História
Foi constituída em 2013, no âmbito de uma reforma administrativa nacional, pela agregação das antigas freguesias de Loivos da Ribeira e Tresouras e tem sede em Loivos da Ribeira.

## Demografia
A população registada nos censos foi:
| Distribuição da População por Grupos Etários | Distribuição da População por Grupos Etários | Distribuição da População por Grupos Etários | Distribuição da População por Grupos Etários | Distribuição da População por Grupos Etários | Distribuição da População por Grupos Etários |
| -------------------------------------------- | -------------------------------------------- | -------------------------------------------- | -------------------------------------------- | -------------------------------------------- | -------------------------------------------- |
| Antes da agregação                           |                                              |                                              |                                              |                                              |                                              |
| Ano                                          | 0-14 anos                                    | 15-24 anos                                   | 25-64 anos                                   | >= 65 anos                                   | Total                                        |
| 2001                                         | 200                                          | 161                                          | 539                                          | 182                                          | 1082                                         |
| 2011                                         | 124                                          | 119                                          | 422                                          | 188                                          | 853                                          |
| Após a agregação                             |                                              |                                              |                                              |                                              |                                              |
| Ano                                          | 0-14 anos                                    | 15-24 anos                                   | 25-64 anos                                   | >= 65 anos                                   | Total                                        |
| 2021                                         | 65                                           | 84                                           | 376                                          | 175                                          | 700                                          |